# Крендон (містечко, Вісконсин)
Крендон (англ. Crandon) — місто (англ. town) в США, в окрузі Форест штату Вісконсин. Населення — 606 осіб (2020).

## Демографія
Згідно з переписом 2010 року, у місті мешкало 650 осіб у 268 домогосподарствах у складі 190 родин. Було 456 помешкань
Расовий склад населення:
| - 91,4 % — білих - 6,5 % — корінних американців |

До двох чи більше рас належало 1,4 %. Частка іспаномовних становила 1,1 % від усіх жителів.
За віковим діапазоном населення розподілялося таким чином: 23,1 % — особи молодші 18 років, 59,8 % — особи у віці 18—64 років, 17,1 % — особи у віці 65 років та старші. Медіана віку мешканця становила 42,4 року. На 100 осіб жіночої статі у місті припадало 111,0 чоловіків;  на 100 жінок у віці від 18 років та старших — 113,7 чоловіків також старших 18 років.
Середній дохід на одне домашнє господарство  становив 57 295 доларів США (медіана — 45 000), а середній дохід на одну сім'ю — 63 150 доларів (медіана — 49 063). Медіана доходів становила 41 667 доларів для чоловіків та 35 517 доларів для жінок. За межею бідності перебувало 11,5 % осіб, у тому числі 17,6 % дітей у віці до 18 років та 1,0 % осіб у віці 65 років та старших.
Цивільне працевлаштоване населення становило 291 особа. Основні галузі зайнятості: освіта, охорона здоров'я та соціальна допомога — 30,9 %, транспорт — 10,3 %, мистецтво, розваги та відпочинок — 10,0 %, будівництво — 10,0 %.